# Prima Lega (Sudan)
La Prima Lega sudanese (in arabo الدوري السوداني الممتاز‎?, in inglese Sudani Premier League), è la massima competizione calcistica del Sudan, istituita nel 1965.

## Albo d'oro
- 1965:  Al-Hilal Omdurman
- 1967:  Al-Hilal Omdurman
- 1968:  Al-Mourada
- 1969:  Burri
- 1970:  Al-Hilal Omdurman
- 1971:  Al-Merrikh
- 1972:  Al-Merrikh
- 1973:  Al-Hilal Omdurman
- 1974:  Al-Merrikh
- 1975: non disputato
- 1976: non disputato
- 1977:  Al-Merrikh
- 1978: non disputato
- 1979: non disputato
- 1980: non disputato
- 1981:  Al-Hilal Omdurman
- 1982:  Al-Merrikh
- 1983:  Al-Hilal Omdurman
- 1984:  Al-Hilal Omdurman
- 1985:  Al-Merrikh
- 1986:  Al-Hilal Omdurman
- 1987:  Al-Hilal Omdurman
- 1988:  Al-Mourada
- 1989:  Al-Hilal Omdurman
- 1990:  Al-Merrikh
- 1991:  Al-Hilal Omdurman
- 1992:  Al-Hilal
- 1993:  Al-Merrikh
- 1994:  Al-Hilal Omdurman
- 1995:  Al-Hilal Omdurman
- 1996:  Al-Hilal Omdurman
- 1997:  Al-Merrikh
- 1998:  Al-Hilal Omdurman
- 1999:  Al-Hilal Omdurman
- 2000:  Al-Merrikh
- 2001:  Al-Merrikh
- 2002:  Al-Merrikh
- 2003:  Al-Hilal Omdurman
- 2004:  Al-Hilal Omdurman
- 2005:  Al-Hilal Omdurman
- 2006:  Al-Hilal Omdurman
- 2007:  Al-Hilal Omdurman
- 2008:  Al-Merrikh
- 2009:  Al-Hilal Omdurman
- 2010:  Al-Hilal Omdurman
- 2011:  Al-Merrikh
- 2012:  Al-Hilal Omdurman
- 2013:  Al-Merrikh
- 2014:  Al-Hilal Omdurman
- 2015:  Al-Merrikh
- 2016:  Al-Hilal Omdurman
- 2017:  Al-Hilal Omdurman
- 2018:  Al-Hilal Omdurman
- 2018-2019:  Al-Merrikh
- 2019-2020:  Al-Merrikh
- 2020-2021:  Al-Hilal Omdurman
- 2022:  Al-Hilal Omdurman
- 2022-2023: Cancellato [1]
- 2024:  Al-Hilal Omdurman
- 2024-2025:  Al-Hilal Omdurman

## Vittorie per squadra
| Squadra           | Vittorie | Anni |
| ----------------- | -------- | --- |
| Al-Hilal Omdurman | 32       | 1965, 1967, 1970, 1973, 1981, 1983, 1984, 1986, 1987, 1989, 1991, 1994, 1995, 1996, 1998, 1999, 2003, 2004, 2005, 2006, 2007, 2009, 2010, 2012, 2014, 2016, 2017, 2018, 2020-2021, 2022, 2024, 2025 |
| Al-Merrikh        | 18       | 1971, 1972, 1974, 1977, 1982, 1985, 1990, 1993, 1997, 2000, 2001, 2002, 2008, 2011, 2013, 2015, 2018-2019, 2019-2020                                                                                |
| Al-Mourada        | 2        | 1968, 1988 |
| Burri             | 1        | 1969 |
| Al-Hilal          | 1        | 1992 |